# JA 37

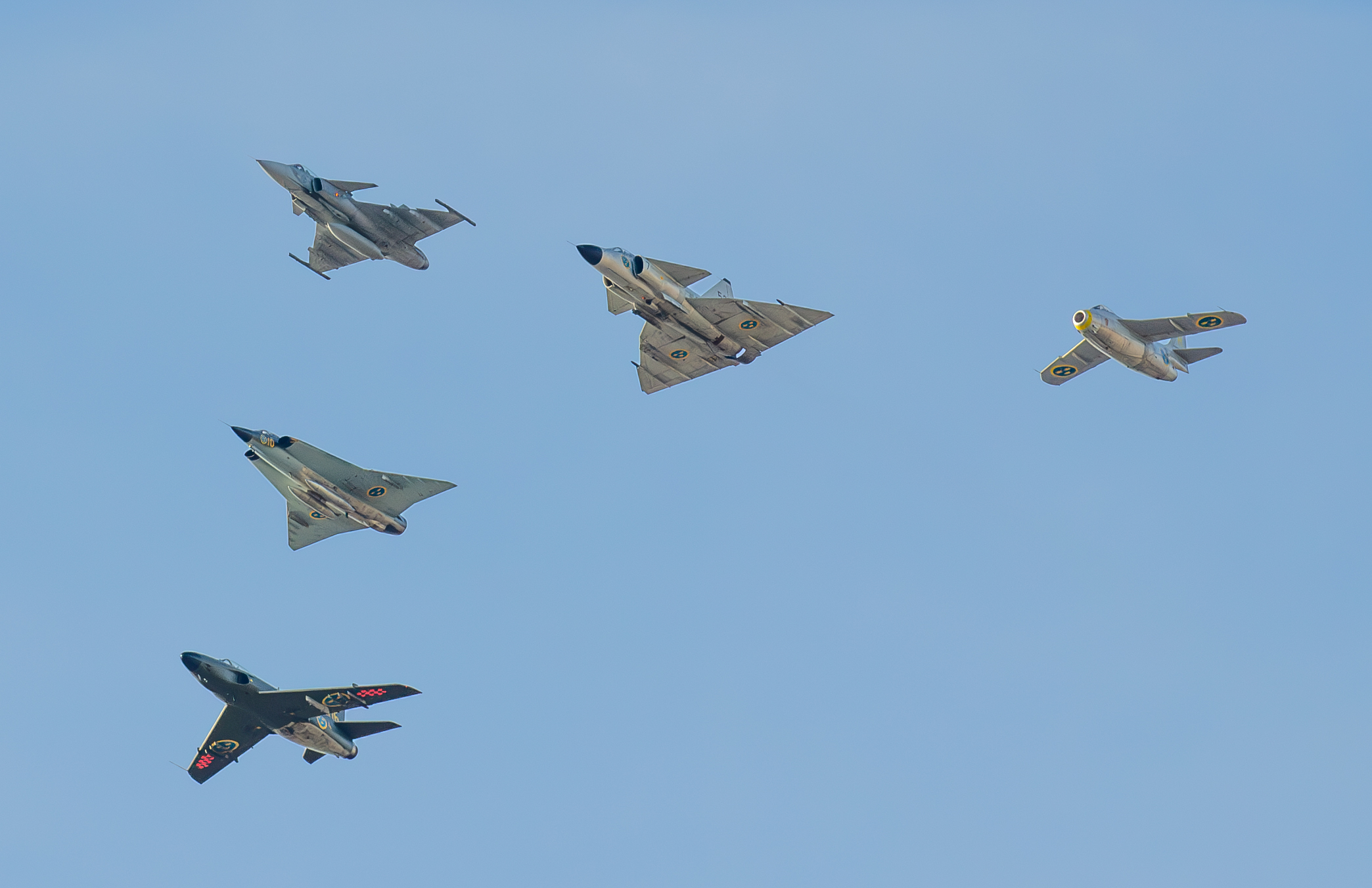
Viggen tillsammans med Tunnan, Draken, Lansen och Gripen under flyguppvisningen över centrala Stockholm vid firandet av kung Carl XVI Gustafs 50 år på tronen 2023.

JA 37 (vardagligt Jaktviggen) var ett medeltungt jaktattackflygplan (jaktflygplan med sekundär roll som attackflygplan) konstruerat av Saab AB på beställning av Försvarets materielverk (ursprungligen Kungliga Flygförvaltningen).
Planet bygger på grundkonstruktionen Saab 37 Viggen vilken konstruerades för att kunna konfigureras till jakt-, attack- och spaningsplan i separata versioner, senare även avancerat skolflygplan. (Se AJ 37, Sk 37, SH 37, SF 37.)
JA 37 Viggen var den vanligaste och yngsta modellen av Viggen att produceras. Planet var i operativ tjänst i Svenska flygvapnet mellan åren 1980 och 2005.

## Historik
Flygplan 37 flögs första gången 8 februari 1967 av Saabs provflygare Erik Dahlström. Planet ifråga var första prototypen (37-1) som senare användes för den omfattande flygutprovningen tillsammans med övriga prototyper..
Den första prototypen till JA 37 flögs 1974 och var ombyggda prototyper till AJ 37 med RM 8A motorer. Den första JA 37 prototypen var flygplansindivid 37-21. Den första serierbyggda JA 37 var 37301. Den levererades aldrig till flygvapnet utan kvarstannade som provflygplan på SAAB och FC.
Provflygplanen för JA 37 var försedda med avancerad testutrustning och efter avslutade prov lämnades det inte över till Flygvapnet, utan stannade kvar på Saab och FC för utprovningsändamål. Utprovningen underlättades av att en ny komponent tillförts JA 37 jämfört med de övriga Viggenvarianterna. Flygplanet utrustades med ett inbyggt testsystem som underlättade marktester och felsökning, en bandspelare i flygplanet registrerade cirka 200 parametrar rörande flygtillstånd och funktionssystem.
Efter avslutande prov inleddes serieleverans av flygplanet till Bråvalla flygflottilj (F 13) 25 juni 1980 och senare till Blekinge flygflottilj (F 17) 12 december 1981. Totalt opererade Flygvapnet med 149 flygplan av JA-varianten. Det sista exemplaret levererades i juni 1990.
| Flottilj | Avlöste | Tidsperiod | Ersatt av |
| -------- | ------- | ---------- | --------- |
| F 4      | J 35D   | 1983-2004  | JAS 39    |
| F 13     | J 35F   | 1980-1993  | –         |
| F 16     | J 35F   | 1986-2003  | –         |
| F 17     | J 35F   | 1981-2002  | JAS 39    |
| F 21     | J 35D   | 1982-2003  | JAS 39    |

Den 1 februari 2005 utfördes det sista flygprovet hos Försökscentralen (FC) med JA 37 (roten 347/349). Mellan åren 1979 och 2005 hade totalt JA 37 avverkat 6 779 flygtimmar på FC på totalt 7 820 flygningar  År 2004 utgick flygplanet ur Flygvapnets krigsorganisation, och systemet skrotades, då enbart 14 år efter att det sista flygplanet levererades. Detta kan jämföras med Saab J 35J Draken som efter 27 år togs ur tjänst, efter att det sista flygplanet tillverkades av J 35F-2 1972. Det modifierades 1987 till J 35J Draken.

## Motor
Skillnaderna mellan JA 37 och de övriga Viggenflygplanen är stora, vilket inte minst märks med avseende på motorn. JA 37 försågs med den vidareutvecklade RM8B-motorn, som gav en effektökning på 9,5 kN (med tänd efterbrännkammare). Motorn var nio centimeter längre än den tidigare RM 8A-motorn varför flygplanskroppen förlängdes lika mycket.

## Radar
På JA 37 infördes Ericssons PS-46/A radar, som bygger på puls-dopplerprincipen. Radarn kan skilja ut ett rörligt föremål från de fasta markbakgrundsreflektionerna och är också okänslig för fiendeflygplans eventuella remsfällning. Radarn kunde därmed urskilja lågt flygande mål från markekon vilket var nödvändigt för att motverka moderna attackflygplan som hade tillräcklig räckvidd för att flyga in mot sina mål på lägsta höjd. Vid jakt sänder radarn ut en målbelysningssignal som används av radarjaktroboten Rb 71 Skyflash.

## Beväpning

### Automatkanon
JA 37 var den enda av Viggenvarianterna som hade fast automatkanonbeväpning. Kanonen var en 30 mm Oerlikon KCA (i Sverige betecknad 30 mm automatkanon m/75), en 30 mm-kaliber revolverkanon med mycket hög utgångshastighet. Eldhastigheten var 22 skott i sekunden, alternativt 11 skott i sekunden för mer eldtid under övning. Magasinet rymde 125 granater och varje projektil vägde cirka 0,36 kg. JA 37 var även utrustad med radarsikte vilket gjorde det möjligt att använda kanonen i mörker. 

### Jaktrobotar
Förutom fast automatkanon kunde JA 37 även beväpnas med jaktrobotar av såväl radarstyrd (Robot 71 Skyflash) som värmesökande typ (Robot 24J och Robot 74 Sidewinder). Mot slutet av sin tjänstgöringstid fick JA 37 även den modernare radarstyrda jaktroboten Robot 99 AMRAAM. 

### Attackraketer
I attackrollen kunde JA 37 utöver sin automatkanon bära upp till fyra stycken Raketkapsel m/70, vardera försedd med sex stycken 135 mm raket m/70 med spränghuvud eller pansarspränghuvud beroende på uppdrag. Pansarspränghuvudena kunde även förses med zonrör för att fungera mot bland annat luftmål.

## Elektronik
Elektroniken i JA 37 är helt annorlunda jämförd med övriga Viggenvarianter. Till flygplanet konstruerades en ny centraldator CD-107 där kapaciteten är fem gånger större än centraldatorn i AJ 37. Centraldatorn utvecklades av Singer-Kearfott i USA och licenstillverkades sedan i Sverige. Taktisk information presenterades för piloten av det elektroniska presentationssystemet EP-12. Där ingick en  siktlinjesindikator för information om flygplanets läge i luften och sikte. En  målindikator i form av en CRT-skärm som presenterade radarinformation och en taktisk indikator där en elektroniskt lagrad karta kunde presenteras tillsammans med stridsledningsinformation.
Styrdatasystemet utvecklades för att utnyttja den större datorkapaciteten i JA 37, genom att utnyttja oanvända delar av styrdatameddelandet kunde systemet sända extra information till JA 37. Denna extra information kunde användas till att överföra information om luftläget i stort och inte bara information om det mål som radarjaktledaren ledde jaktplanen mot. Med hjälp av detta kunde överblicken som radargruppcentraler och luftförsvarscentraler hade överföras till jaktplanen utan att dessa behövde använda sin egen radar. Detta gav jaktpiloterna möjlighet att välja mål och taktik själv. 1985 infördes Jaktlänken som gav möjligheten överföra taktisk information mellan två enskilda flygplan, 1997 utökades möjligheten till att fyra flygplan kunde dela på informationen.
För presentation av data för piloten utvecklade Svenska Radio AB (SRA) en målindikator som presenterar den egna radarbilden med fiendeeko samt eget flygläge. Andra svenska flygplan presenteras med en igenkänningssignal (IK) för att förhindra beskjutning av egna styrkor. IK skickas ut från alla svenska militärflygplan och omfattar samtliga vapenslag inklusive luftvärnet.

## Moderniseringar

### Editioner
Edition (EDIT) begriper sammantaget förändringar och modifieringar som projekterats för Jaktviggen.
- EDIT 16 – Edition för serieleverans 1980. Föregående löpnummer var proveditioner under utveckling etc.[4]
- EDIT 30 – Moderniseringsprogram utarbetad 1990 som bland annat skulle förbättra mjukvaran i flera områden, ge radarn bättre förmåga mot störsändningar och förberedelser för implementering av motmedel med mera.[4] Programmet genomfördes aldrig utan blev i stället en del i den kommande uppgraderingen.[6]
- EDIT 32 – Moderniseringsprogram infört årsskiftet 1992/1993 med bättre elektronik, framförallt i radarn och kontrollsystemet. Radarn fick en ny signalprocessor som gjorde den mer okänslig för störningar och gjorde det möjligt att följa fler mål. Radarn kunde nu också presentera virtuella mål som överfördes till flygplanet genom styrdatalänken. Detta gjorde att flygstridsövningarna kunde göras mer realistiska och billigare genom att man slapp använda målflygplan.[6][5]
- EDIT 33 – Moderniseringsprogram utarbetad inför 1995. Okända förändringar.[5]
- EDIT 34 – Moderniseringsprogram infört 1997 huvudsakligen för att ge JA 37 möjlighet att använda den nya jaktroboten robot 99 (AMRAAM). Centraldatorn byttes ut mot en modernare CD-207. Andra förbättringar är möjlighet att bära en extern störsändare i kapsel (ESA U95) samt en delvis ny instrumentpanel med en LCD-skärm i stället för den äldre CRT-skärmen.[6]
- EDIT 36 – Sista editionen. Mjukvara för centraldatorn (CD ed 36) och anpassningsenheten (ANP37 ed 36) med mera.[7]

### Modpaket
Modpaket begriper en samling förändringar mot tidigare flygplan som erhåller nytt suffix.
- JA 37A (Modpaket A) – retroaktivt suffix för flygplan ej modifierade med Modpaket B, ej brukat.
- JA 37B1 (Modpaket B1) – flygplan med utökad attackförmåga med mera, erhållen att mot slutet av en förlängd JA 37-serie införa ett antal punktmodifieringar. Tillägg: robot 04E, robot 15F, robot 75, målinmätningsfunktioner mot sjömål, dataöverföring av målläge mellan flygplan, bättringar i navigeringssystemet, förbättrad lastförmåga, förberedelser för motmedel i balkläge V7, H7, R7.[8] Modpaket ej introducerat.
- JA 37B2 (Modpaket B2) – flygplan med utökad attackförmåga med mera, erhållen att mot slutet av en förlängd JA 37-serie införa ett antal punktmodifieringar. Tillägg: robot 15F, datamottagning av målläge för attackmål från marken (STRIL), bättringar i navigeringssystemet, förbättrad lastförmåga, förberedelser för motmedel i balkläge V7, H7, R7. Modpaket ej introducerat.[8]

- JA 37C (Modpaket C) – flygplan med EDIT 30 infört, senare EDIT 32 med mera.[5]
- JA 37D (Modpaket D) – flygplan med EDIT 34 infört, senare EDIT 36 med mera.
- JA 37DI (Modpaket D Internationell) – Ett antal flygplan modifierade för internationell tjänst. Flyginstrument graderade i knop och fot i stället för km/h och meter.